# Zupo Equisoain
Francisco Javier "Zupo" Equisoain Azanza (Pamplona, 7 de mayo de 1962) es un entrenador español de balonmano de origen navarro.
En 2008 abandonó el Portland San Antonio de su ciudad natal para ser el técnico de la Selección italiana.En 2010 llegó al BM Ciudad Encantada.

## Clubes

### Jugador
- 1975-1978 Escuela Balonmano Maristas San Antonio (infantil-cadete)
- 1978-1980 San Antonio (juvenil)
- 1980-1981 San Antonio (1.ª Div. Nacional)

### Entrenador
- 1979-1988 Maristas-San Antonio (desde alevines a juveniles)
- 1988-1989 Espárragos de Navarra San Antonio - 1.ª Div. Nacional
- 1989-1993 Mepamsa San Antonio - Div. de Honor (Liga Asobal)
- 1993-1995 BM Conquense - Div. de Honor (Liga Asobal)
- 1995-1997 Lagun Aro San Antonio - Div. de Honor (Liga Asobal)
- 1997-2007 Portland San Antonio - Div. de Honor (Liga Asobal)
- 2008-2010 Coordinador y Seleccionador de la Federación Italiana de Balonmano
- 2010-2014 Ciudad Encantada Cuenca (Liga Asobal)
- 2014 Selección Nacional de Catar de balonmano-Doha
- 2015 - 2017 Sporting CP
- 2017 - 2019 Club Balonmano Benidorm
- 2019 - 2020 Selección Nacional de Emiratos Árabes Unidos
- 2020 - 2022 Club Balonmano Nava (Liga Sacyr Asobal)
- 2023 - 2024 Raimond Sassari (Italia) 1.ª División

## Palmarés como entrenador

### Portland San Antonio
- Premio a la furia siendo infantil de primer año.
- Campeón Recopa de Europa: 1999/2000 y 2003/2004
- Campeón Copa de Europa: 2000/2001
- Campeón Supercopa de Europa: 2000/2001
- Campeón Supercopa de España: 2005/2006
- 2 Campeonatos Liga Asobal: 2004/2005 y 2001/2002
- 2 Campeonatos Supercopa de España: 2001/2002--2002 y 2003
- 2 Campeonatos Copa del Rey: 1998/1999 y 2000/2001
- Ascenso a División de Honor: 1988/1989

### Raimond Sassari
- Campeón Supercopa de Italia de Balonmano: 2023/2024

## Distinciones
- Mejor técnico Navarro año 1998 (Gobierno de Navarra)
- Medalla e Insignia de Plata al Mérito Deportivo año 1998 (Federación Española de Balonmano)
- Mejor técnico Navarro año 2001 (Gobierno de Navarra)
- Medalla e Insignia de Oro al Mérito Deportivo año 2002(Federación Española de Balonmano)
- Insignia de Plata del Club Rasoeiro Balonmano (2007) y Socio de Honor por sus méritos deportivos y participación en el I Campus Internacional Juan de Dios Román (O Grove)